# Pedro Pires
Pedro Verona Rodrigues Pires (São Filipe, Fogo-sziget, 1934. április 29.–) Zöld-foki szigeteki szocialista politikus, 2001. március 22. és 2011. szeptember 9. között a Zöld-foki Köztársaság köztársasági elnöke volt. Elődje António Mascarenhas Monteiro volt.
1975 és 1991 között az ország miniszterelnöke
volt, majd az első többpárti országgyűlési választásokon menesztették.
Mind a 2001. márciusi, mind a 2006. február 12-én tartott elnökválasztáson indult és győzött, utóbbin a korábbi miniszterelnököt, Carlos Veigát szoros eredménnyel múlta felül, a szavazatok 50,9%-át szerezve meg.
1. ↑  Brockhaus (német nyelven). Brockhaus . (Hozzáférés: 2017. október 9.)
2. ↑  Munzinger Personen (német nyelven). (Hozzáférés: 2017. október 9.)
3. ↑  http://www.ordens.presidencia.pt/?idc=154